# Ransford-Yeboah Königsdörffer
Ransford-Yeboah Königsdörffer (ur. 13 września 2001 w Berlinie) – ghański piłkarz grający na pozycji prawoskrzydłowego. Od 2022 jest zawodnikiem klubu Hamburger SV.

## Kariera klubowa
Swoją karierę piłkarską Königsdörffer rozpoczynał w juniorach takich klubów jak Minerva Berlin, SC Charlottenburg (do 2014) i Hertha BSC (2014-2019). W 2019 roku został zawodnikiem Dynama Drezno. Swój debiut w nim w drugiej lidze niemieckiej zanotował 20 grudnia 2019 w przegranym 0:2 wyjazdowym meczu z 1. FC Nürnberg. W sezonie 2019/2020 spadł z Dynamem do trzeciej ligi, a w sezonie 2020/2021 wrócił do drugiej ligi. W sezonie 2021/2022 ponownie spadł z Dynamem o szczebel niżej.
W lipcu 2022 Königsdörffer przeszedł do klubu Hamburger SV. Zadebiutował w nim 17 lipca 2022 w zwycięskim 2:0 wyjazdowym spotkaniu z Eintrachtem Brunszwik.
| Sezon   | Klub          | Kraj   | Rozgrywki             | Mecze | Bramki |
| ------- | ------------- | ------ | --------------------- | ----- | ------ |
| 2019/20 | Dynamo Drezno | Niemcy | 2. Fußball-Bundesliga | 7     | 0      |
| 2020/21 | Dynamo Drezno | Niemcy | 3. Fußball-Liga       | 32    | 7      |
| 2021/22 | Dynamo Drezno | Niemcy | 2. Fußball-Bundesliga | 30    | 5      |
| 2022/23 | Hamburger SV  | Niemcy | 2. Fußball-Bundesliga | 31    | 8      |

## Kariera reprezentacyjna
W swojej karierze Königsdörffer rozegrał 1 mecz w reprezentacji Niemiec U-21. W reprezentacji Ghany zadebiutował 27 września 2022 w wygranym 1:0 towarzyskim meczu z Nikaraguą, rozegranym w Lorce. W 2024 roku powołano go do kadry na Puchar Narodów Afryki 2023. Rozegrał w nim jeden mecz grupowy, z Republiką Zielonego Przylądka (1:2).